# تاريخ خان الجهاني

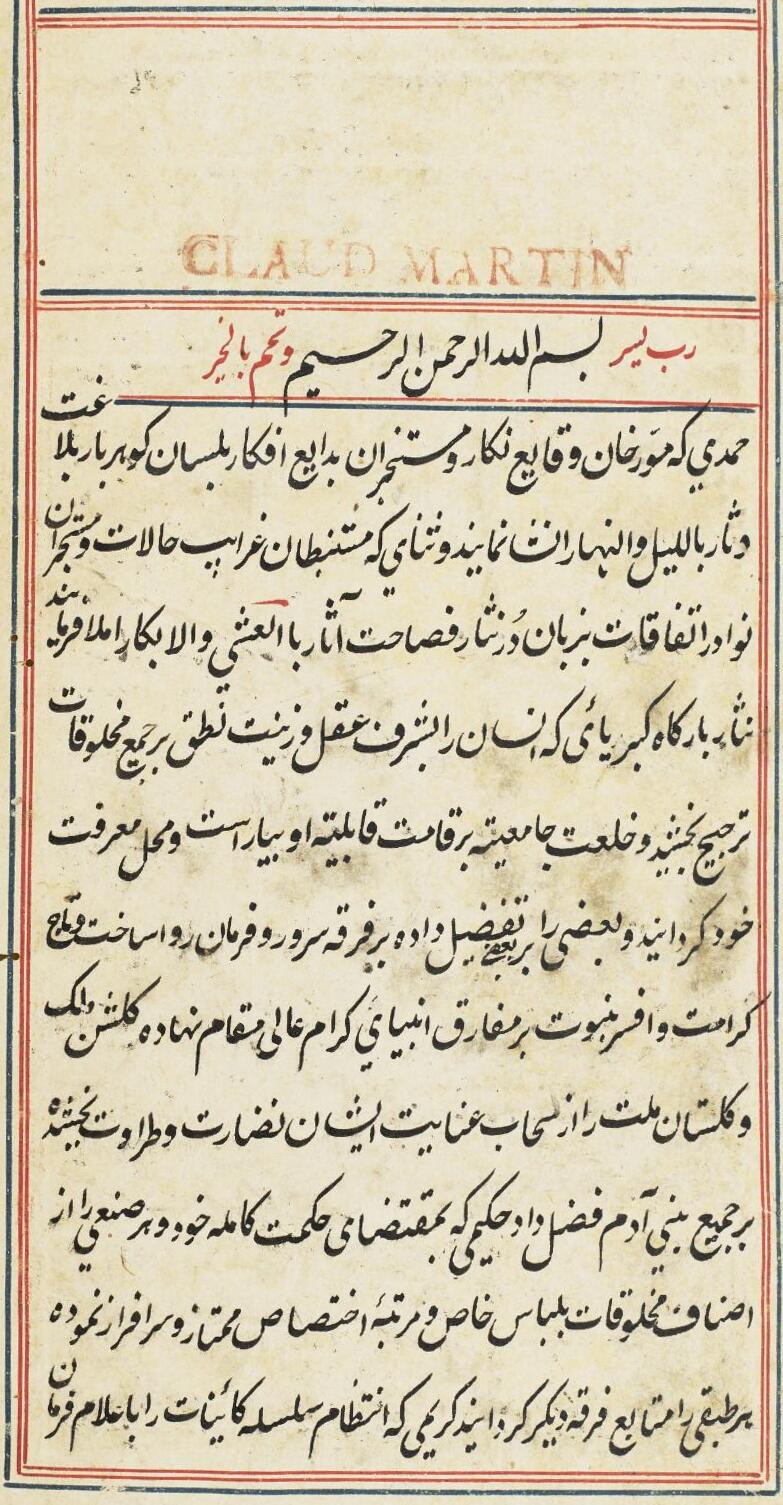
مُستهل نسخة مخطوطة من كتاب مخزن الأفغاني تعود إلى عام 1796، تحتوي على البسملة. كُتبت في لكناو لكلاود مارتن من الشيخ نظام الدين نوكار صاحب. محفوظة في مكتبة جون رايلاندز.

تاريخ خان الجهاني أو مخزن الأفغاني هو نص باللغة الفارسية يعود تاريخه إلى القرن السابع عشر ويصف تاريخ الأفغان العرقيين. رعى خان جهان لودي [الإنجليزية] العمل، وهو أحد النبلاء رفيعي المستوى لدى السلطان المغولي جهانجير، وكان المؤلف الرئيس للعمل هو نعمة الله الهروي [الإنجليزية]، وهو كاتب أخبار يخدم سلطنة مغول الهند. وهو يمثل أقدم تاريخ شامل للأفغان، وأول من تناول تكوينهم العرقي، حيث قام بتدوين العديد من القصص الشفوية للمجتمع الأفغاني. ويحتوي أيضًا على سيرة خان جهان لودي. وقد شكل هذا العمل الأساس للتاريخ المكتوب اللاحق للأفغان.

## الكتابة
بتكليف من رجل البلاط الهندي الأفغاني خان جهان لودي [الإنجليزية]، كان كتاب تاريخ خان جهاني أول عمل تاريخي كبير يهدف إلى تقديم تاريخ كامل للشعب الأفغاني، بهدف تحديد أصولهم. كانت الأعمال السابقة عن الأفغان عبارة عن تاريخ سياسي، كُتبت في الغالب عن قبيلتي لوديس وصور. في نظر نايل جرين [الإنجليزية]، كان العمل بمثابة محاولة لتحديد موقع الهوية الأفغانية في البلاط المغولي، وكان واحدًا من عدة أعمال كتبت ردًا على "اللقاء التنافسي" بين المجموعات العرقية المختلفة في البلاط المغولي. يروي أحد الأعمال التي تلت تاريخ خان الجهاني، والمعروف باسم ميرات آفتاب نوما، أن خان جهان لودي قرر تكليف التاريخ عندما حدثت مشادة بين مبعوث إيراني وأحد رجال البلاط الأفغان فوصفهم بأنهم من نسل الجن.
المؤلف الرئيس للعمل هو نعمة الله الهروي [الإنجليزية]، وهو كاتب أخبار من أصل إيراني في سلطنة مغول الهند، ولكن ربما كان يعتمد على مواد جوهرية صاغها سابقًا هيبت خان كاكار، وهو أفغاني من سَامانا [الإنجليزية] كان يعمل مرافقًا لخان جهان لودي. كما تضمن التاريخ أيضًا مدخلات العديد من المساعدين والمخبرين، على غرار التواريخ المكتوبة الأخرى في تلك الحقبة. استمدت الأقسام المتعلقة بتاريخ السلالات الحاكمة الأفغانية المختلفة في الغالب من مصادر مكتوبة سابقة، في حين استمدت المعلومات المتعلقة بالأنساب القبلية الأفغانية إلى حد كبير من القصص الشفوية التي انتشرت بين الشتات الأفغاني في أوائل القرن السابع عشر. يعد كتاب تاريخ خان الجهاني مثالًا على التأثير الفارسي الذي مارسه البلاط المغولي على زعماء القبائل المختلفين الذين استوعبتهم الحكومة الإمبراطورية، وهو ما ينعكس في اختيار أسلوب التاريخ (التأريخ الفارسي) كوسيلة لهذا التاريخ المبكر للبشتون بدلًا من لغتهم الأم البشتونية. كانت الروايات التاريخية المكتوبة السابقة التي رعاها حكام المغول بمثابة النماذج المباشرة للنص.
اكتمل تاريخ خان جهاني حوالي عام 1613 م. وبعد وقت قصير من عرضه الأولي، اختُصر إلى نسخة أُطلق عليها اسم مخزن الأفغاني؛ فعُرف العمل بالاسمين.

## المحتوى
الجزء الأكبر من كتاب تاريخ خان الجهاني مخصص للتاريخ الأفغاني. يبدأ كتاب التاريخ تاريخه بالتطور العرقي للأفغان، ويتتبع سلسلة الأنساب الأفغانية حتى النبي يعقوب، ويصف هجرته النهائية شرقًا إلى أفغانستان. يصف الكتاب حياة قيس عبد الرشيد اللاحقة باعتباره الجد الأكبر للأفغان، ويؤكد أنه اعتنق الإسلام على يد النبي محمد نفسه، وقاتل إلى جانبه. ويستمر كتاب "التاريخ" في سرد تاريخ الأفغان حتى القرن السابع عشر، ويتضمن تفاصيل عن السلالات الأفغانية في دلهي، وهي سلالتا لوديس وسوري. يركز المحتوى المقدم في الجزء التاريخي على الأيام المجيدة للسلطة السياسية الأفغانية، كما يركز على الجذور القبلية للشعب الأفغاني والأيام الأولى للاستيطان الأفغاني في شبه القارة الهندية. تتضمن خاتمة التاريخ تفاصيل حياة العديد من شيوخ الصوفية الأفغان (الأولياء).
يحتوي كتاب التاريخ على سيرة حياة راعيه خان جهان لودي، وهي عبارة عن فصل طويل يحتوي على خمسة فصول . يصف هذا القسم أصول خان جهان لودي، وكيف هاجر أسلافه من أفغانستان إلى شبه القارة الهندية أثناء حكم لودي، وصراعات عشيرته بعد سقوط الحكم الأفغاني في شبه القارة، وتعيين والد خان جهان لودي في الخدمة المغولية.
إن أحد الموضوعات الرئيسة في كتاب "التاريخ" هو التأكيد على القبيلة باعتبارها العلامة الرئيسة للهوية الأفغانية؛ وهذا هو المبدأ المنظم في صياغة كتاب "التاريخ" لعلم الأنساب. على سبيل المثال، تميز كتاب "التاريخ" عن المعايير الأدبية في عصره من خلال تقديم الإدخالات الخاصة بشيوخ الصوفية الأفغان حسب النسب القبلي وليس النسب الصوفي. وصنفت جميع الأولياء على أنهم ينتمون إلى قبائل الصربانية [الإنجليزية] أو البَاطنية [الإنجليزية] أو الغرغوشتية، وليس إلى الطرق الصوفية مثل الجشتية أو النقشبندية أو القادرية.

## الإرث
أصبح كتاب تاريخ خان الجهاني مؤثرًا للغاية أثناء انحدار سلطنة مغول الهند في القرن الثامن عشر، حيث ظهرت العديد من الدول الهندية الأفغانية الخلف وأصبحت مسائل علم الأنساب مهمة. وقد تم عمل نسخ مخطوطة من كل من التاريخ ونسخته المختصرة، المخزن. تمت إضافة فصول ومواد مرجعية إلى بعض المخطوطات. خلال هذه الفترة، تم رعاية العديد من الكتب التاريخية الأحدث من شخصيات أفغانية مرموقة والتي اعتمدت على التاريخ ، مثل خلاصة الأنساب ، ورسالة دار أنساب الأفغان ، والتواريخ الأفغانية. وشهد القرن نفسه ترجمة كتاب تاريخ خان جهاني إلى اللغة البشتونية، والذي ظهر باعتباره القسم الأول من تاريخ بعنوان تاريخ مراسى من تأليف أفضال خان ختك [الإنجليزية].
في القرن التاسع عشر، اكتسب تاريخ خان جهاني أهمية استعمارية عندما سعى البريطانيون إلى التعرف على الأفغان. على سبيل المثال، كان هذا العمل بمثابة الأساس لكتاب حياة الأفغاني الذي تم تجميعه للإدارة البريطانية، كما جمع عدد من العلماء الاستعماريين مخطوطات كتاب تاريخ خان الجهاني. في عام 1839، نشر المستشرق الألماني برنهارد دورن الترجمة الإنجليزية الأكثر أهمية لكتاب مخزن الأفغاني. كانت نظرية أصول الأفغان من القبائل المفقودة لإسرائيل [الإنجليزية] التي طرحها تاريخ خان الجهاني موضوعًا شائعًا في الفكر الاستشراقي خلال القرن التاسع عشر.